# Tonko House
Tonko House LLC es un estudio de animación independiente ubicado en Berkeley, California, fundado en julio de 2014 por los ex directores de arte  de Pixar, Robert Kondo y Daisuke Tsutsumi .
La compañía es conocida por su primer cortometraje de animación nominados al Oscar, The Dam Keeper, que se estrenó en 2014, el mismo año en que se fundó la compañía.

## Filmografía
- The Dam Keeper (TBA, en desarrollo)[2]
- Leo (TBA, en desarrollo)[3]
- Oni: Thunder God's Tale

### Cortometrajes
- El guardián de la presa (2014)
- Moom (2016, en colaboración con Marza Animation Planet y Craftar)[4]

### Televisión
- Cerdo: los poemas del guardián de la presa (2017)[5]
- ¡Ir! ¡Ir! Cory Carson (2020, diseño de producción)[6]
- Oni: Thunder God's Tale (2022, en colaboración con Dwarf Animation y Megalis)[7][8]
- Sleepy Pines (TBA, en desarrollo)

## Libros

### Novelas gráficas
- The Dam Keeper (2017, una colaboración con First Second Books )[9]
- The Dam Keeper: World Without Darkness (2018, una colaboración con First Second Books)
- The Dam Keeper: Return From The Shadows (2019, una colaboración con First Second Books)

## Elogios

### Premios de la Academia
| Año  | Película                | Categoría                       | Destinatarios                   | Resultado |
| ---- | ----------------------- | ------------------------------- | ------------------------------- | --------- |
| 2014 | El guardián de la presa | Mejor Cortometraje de Animación | Robert Kondo y Daisuke Tsutsumi |           |

| Año  | Película                                   | Categoría                         | Destinatarios | Resultado |
| ---- | ------------------------------------------ | --------------------------------- | ------------- | --------- |
| 2017 | Cerdo: los poemas del guardián de la presa | Mejor producción especial animada | erick oh      |           |